# Condado de la Granja (1690)
El Condado de la Granja fue un título nobiliario español creado el 20 de febrero de 1690 por el rey Carlos II y concedido a favor de Luis Antonio de Oviedo y Herrera en atención a sus servicios, los de sus antepasados y los antepasados de su esposa.

## Condes de la Granja
- I conde: Luis Antonio de Oviedo Herrera y Rueda (Madrid, 1636-Lima, 1717), militar y dramaturgo.

1. Casado en 1674 con Sinforosa López de Echaburu y Cívica. Le sucedió su hijo:

- II conde: Luis Aniceto de Oviedo y Herrera (Lima, ¿-1741).

1. Casado en 1735 con Lorenza Díaz de San Miguel y Vergara Pardo. Le sucedió su hermana:

- III condesa: Josefa de Oviedo y Herrera   (Lima, ¿- 1766)

1. Casada con el general Domingo Messía de Chávez y Herrera. No tuvo descendencia.
2. Juan de Vergara y Pardo

Por disposición de la III condesa el título debió pasar a su sobrino Lucas de Vergara Pardo y Rosas y por muerte de este a su esposa Hermenegilda de Guisla, marquesa de Guisla-Guiselin. Sin embargo, el título pasó a un sobrino del I conde:
- IV conde: Fernando Ignacio de Ascanio y Hurtado de Monasterio (Caracas, 1744-1814), alcalde de Caracas.

Le sucedió su prima:
- V conde: José Ignacio Luis de Escalona y Ruiz de Arguinzonis (Caracas, 1759-1836).

1. Casado con Ana Vásquez Pantigoso.
2. Ana Josefa de Soto y de la Madriz
3. María de Jesús Mijares de Solórzano y Tovar